# قهاب
قهاب (به ترکی آذربایجانی: Qahab) یک منطقهٔ مسکونی در جمهوری آذربایجان است که در شهرستان بابک واقع شده‌است. قهاب ۲٬۶۹۱ نفر جمعیت دارد.
معنی نام قهاب را از واژه‌های فارسی غه+آب و به معنی آب روان در دشت دانسته‌اند.